# Olga Towarnowa
Olga Aleksandrowna Towarnowa (rus. Ольга Александровна Товарнова; ur. 11 kwietnia 1985) – rosyjska lekkoatletka specjalizująca się w biegach sprinterskich.
W 2012 startowała na mistrzostwach Europy w Helsinkach, gdzie wraz z koleżankami z reprezentacji zajęła 6. miejsce w sztafecie 4 × 400 metrów. Srebrna medalistka halowych mistrzostw Europy w biegu rozstawnym 4 × 400 metrów z 2013. Stawała na podium mistrzostw Rosji.

## Osiągnięcia
| Rok  | Impreza                   | Miejsce  | Konkurencja             | Lokata     | Wynik   |
| ---- | ------------------------- | -------- | ----------------------- | ---------- | ------- |
| 2012 | Mistrzostwa Europy        | Helsinki | sztafeta 4 × 400 metrów | 6. miejsce | 3:28,36 |
| 2013 | Halowe mistrzostwa Europy | Göteborg | sztafeta 4 × 400 metrów | 2. miejsce | 3:28,18 |
| 2015 | Halowe mistrzostwa Europy | Praga    | sztafeta 4 × 400 metrów | 6. miejsce | 3:32,53 |

## Rekordy życiowe
- bieg na 200 metrów (stadion) – 23,88 (2011)
- bieg na 200 metrów (hala) – 24,19 (2012)
- bieg na 400 metrów (stadion) – 52,10 (2014)
- bieg na 400 metrów (hala) – 52,46 (2013)